# Cryptus baeticus
Cryptus baeticus är en stekelart som beskrevs av André Seyrig 1928. Cryptus baeticus ingår i släktet Cryptus och familjen brokparasitsteklar. Inga underarter finns listade i Catalogue of Life.